# Barraca E-17
La barraca E-17, o barraca La-28, és una barraca de vinya situada a les muntanyes d'Ordal, al municipi de Subirats (Alt Penedès), a 300 m al nord-est de Can Ravella.
És una construcció aixecada en pedra seca situada enmig de la vegetació natural sobre superfície plana, de planta circular i forma troncocònica, de 2,00 m de diàmetre a la base i una alçada màxima de 1,85 m. Presenta, a l'interior, una fornícula. La construcció és de la tipologia de sostre de falsa volta, típic en aquestes edificacions (acostament de filades de pedra seca, sense cap mena de material d'unió, i amb una gran llosa per tapar el sostre). Els llindars laterals de la porta estan fets a partir dels mateixos blocs de pedra irregulars que conformen les parets de la barraca. La llinda superior està feta a partir d'una llosa plana de grans dimensions. El portal està orientat al sud-sud-oest, té una alçada de 114 cm, una amplada de 58 cm i un gruix de 70 cm. El sostre està recobert de terra, utilitzada per a reforçar la unió de les pedres que conformen la cúpula de la barraca. En aquesta terra s'observen restes de lliris plantats, ara assecats. Té un cocó. Es conserva en perfecte estat.
Els codis utilitzats en la denominació d'aquesta barraca procedeixen de dos estudis diferents que han intentat sistematitzar la informació sobre aquests elements arquitectònics al terme de Subirats. El primer codi (lletra + número) procedeix d'un estudi realitzat per Araceli Soler i Jaume Rovira. El segon codi (dues lletres + número) correspon a l'estudi realitzat per Crestabocs, Grup de Muntanya d'Ordal.